# Koryokalangan
Koryokalangan is een bestuurslaag in het regentschap Pati van de provincie Midden-Java, Indonesië. Koryokalangan telt 2367 inwoners (volkstelling 2010).